# Kafferbuffel
De kafferbuffel (Syncerus caffer) of Afrikaanse buffel is een Afrikaans rund, de enige nog levende soort uit het geslacht Syncerus. Het dier maakt deel uit van de grote vijf. De kafferbuffel heeft een slechte reputatie. Hij is onvoorspelbaar en kan gevaarlijk zijn voor jagers en mensen die te dichtbij komen, soms met de dood tot gevolg. Meestal loopt het dier echter weg bij gevaar. Er zijn twee grote morfologische groepen, de savannebuffels en de bosbuffel.

## Kenmerken
De kafferbuffel is een grote, sterke buffel met korte poten, een gespierde nek en een grote kop met een brede snuit en grote oren. Het is het grootste holhoornige hoefdier van Afrika. Hij heeft een korte vacht. Volwassen kafferbuffels zijn meestal rood tot donkergrijs of zwart. Jongere dieren zijn meestal roodachtig bruin van kleur. De onderzijde en de kin zijn lichter van kleur, tot roomwit. De staart is lang en eindigt in een zwarte kwast. De oren zijn groot, rond en met kwastjes. Zowel mannetjes als vrouwtjes hebben zware, zijwaarts krullende hoorns. De hoorns zijn goede wapens tegen predatoren. De grootte en vorm van de hoorns verschillen per regio, ondersoort, geslacht en leeftijd. Oude stieren hebben de grootste hoorns.
De kafferbuffel heeft een kop-romplengte van 170 tot 340 centimeter, een staartlengte van 50 tot 80 centimeter, een schofthoogte van 100 tot 170 centimeter en een lichaamsgewicht van 250 tot 850 kilogram.
Het zichtvermogen van de kafferbuffel is vrij slecht ontwikkeld, en het gehoor matig, maar het dier heeft een sterke reukzin. Doordat de soort niet afhankelijk is van het gezichtsvermogen, kunnen ook blinde dieren hoge leeftijden bereiken.

## Verspreiding en leefgebied
De kafferbuffel komt oorspronkelijk voor in het grootste deel van Afrika ten zuiden van de Sahara, zowel in dichte wouden als open grasvlakten, maar nooit verder dan twintig kilometer van een waterbron. Tegenwoordig is zijn leefgebied kleiner geworden door jacht, habitatverlies en ziekten. Vooral een runderpestepidemie in de jaren negentig van de negentiende eeuw heeft zuidelijke populaties een flinke klap gegeven. Tegenwoordig komt de soort nog algemeen voor, voornamelijk in natuurparken en reservaten.

## Leefwijze

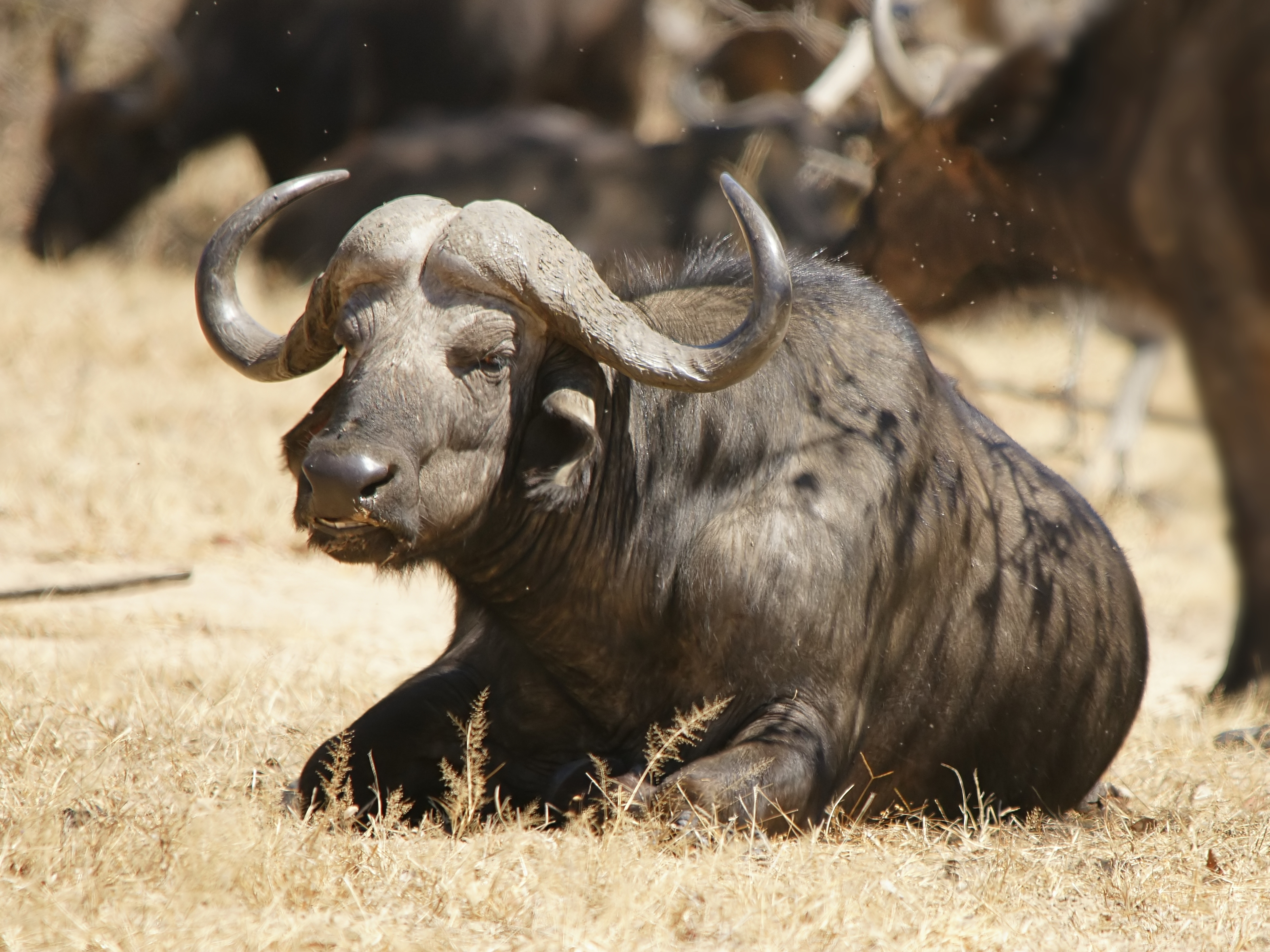
Kafferbuffel in Zambia

De kafferbuffel wentelt graag in modderpoelen om af te koelen. Waar mogelijk drinkt hij tientallen liters water per dag. Hij leeft voornamelijk van grassen, aangevuld met moerasplanten. In bosachtige streken eet hij ook bladeren en scheuten. De kafferbuffel is zowel overdag als 's nachts actief. Op het heetst van de dag zoekt de soort de schaduw op.
De kafferbuffel leeft in een gemengde kudde, bestaande uit gemiddeld twintig tot veertig dieren voor de savannebuffels en tot twaalf dieren voor de bosbuffels. Deze kudde heeft geen echte leider. De kudde is zeer hecht en de dieren zullen andere groepsleden verdedigen als ze in gevaar zijn. Dit heeft tot gevolg dat gehandicapte buffels nog jaren kunnen leven en een volwaardig lid van een groep kunnen zijn. Soms voegen deze kudden zich samen tot grotere kudden, die in het geval van de savannebuffels uit meer dan tweeduizend dieren kunnen bestaan. Oudere dieren leven solitair of in "bejaardengroepen". De buffel wordt vaak vergezeld door ossenpikkers, spreeuwachtige vogels uit het geslacht Buphagus die teken en andere parasieten verwijderen van de huid van de buffel.
Mannetjes vechten vaak tegen andere mannetjes om hun plaats in de hiërarchie te bepalen en te veranderen. Ze stoten dan met hun hoorns tegen elkaar aan. Dit gaat met zo'n kracht gepaard, dat soms een buffel door de lucht vliegt na een klap.
Een bronstig vrouwtje trekt meerdere mannetjes aan. De stier die het hoogst in de hiërarchie staat, heeft over het algemeen het meeste recht om te paren, maar gevechten komen toch regelmatig voor. Na een draagtijd van elf maanden wordt één kalf geboren. De kafferbuffel kan een leeftijd van 26 jaar bereiken.
De geslachtsverhoudingen bij kafferbuffels worden mee bepaald door het weer. Tijdens droge seizoenen en jaren worden meer vrouwtjes geboren, tijdens natte net meer mannetjes. Waarschijnlijk heeft het weer een invloed op de SR-genen (van sex ratio, geslachtverhouding), die kwaliteit, geslacht en aantallen van de zaadcellen bepalen.
Voor een volwassen kafferbuffel is enkel de Afrikaanse leeuw gevaarlijk. Luipaarden en de gevlekte hyena vormen een bedreiging voor kalveren.

## Ondersoorten
Er zijn verschillende ondersoorten van de kafferbuffel, verdeeld in twee groepen, de savannebuffels en de bosbuffels. Ze variëren niet alleen in grootte, maar ook in bouw, hoorns en vachtkleur.
Savannebuffels zijn grote, zware runderen die op meer open vlakten leven. De savannebuffels worden ingedeeld in drie ondersoorten:
- Kaapse buffel (Syncerus caffer caffer)
- West-Afrikaanse savannebuffel (S.c. brachyceros)
- Centraal-Afrikaanse savannebuffel (S.c. aequinoctialis).

De bosbuffel of woudbuffel (S.c. nanus) is een andere ondersoort. Deze leeft niet in open vlakten maar in bossen, en ziet er anders uit: een stuk kleiner, met kleinere hoorns en een valere vacht. Sommige wetenschappers onderscheiden nog een vijfde ondersoort, de bergbuffel (S.c. mathewsi).

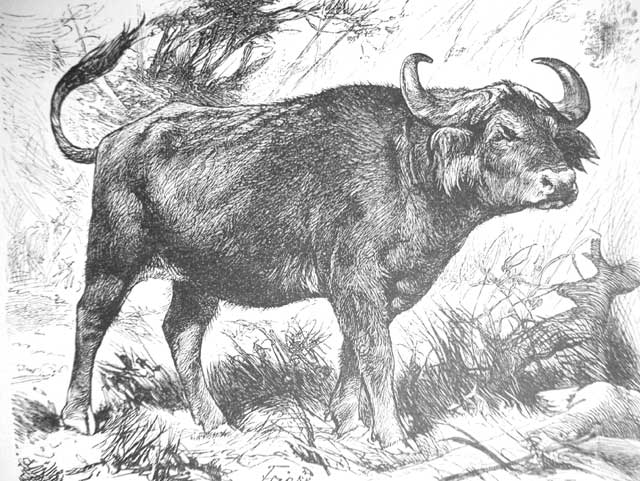
Savannebuffel
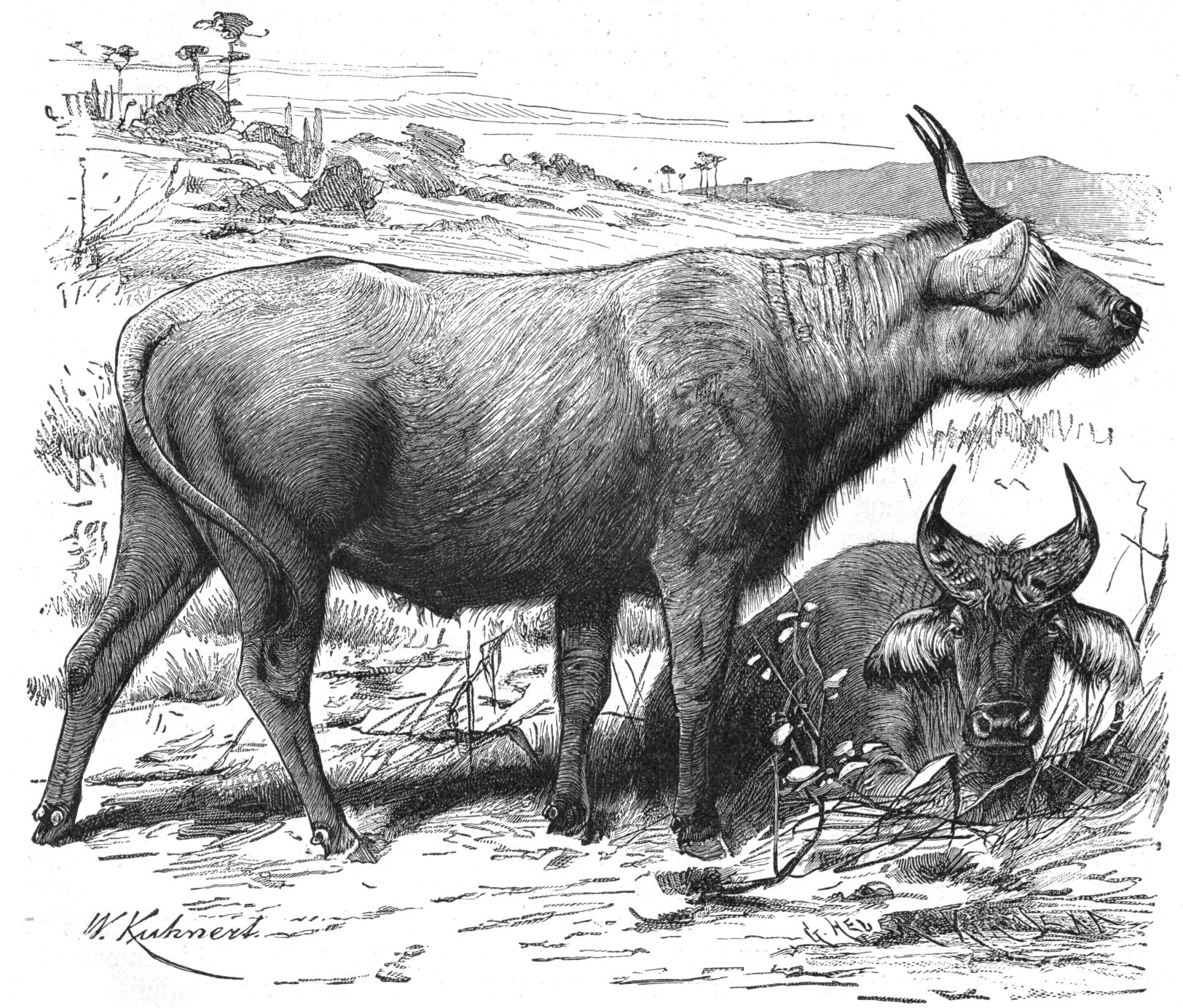
Bosbuffel